# Kathedrale Mariä Himmelfahrt (Rožňava)

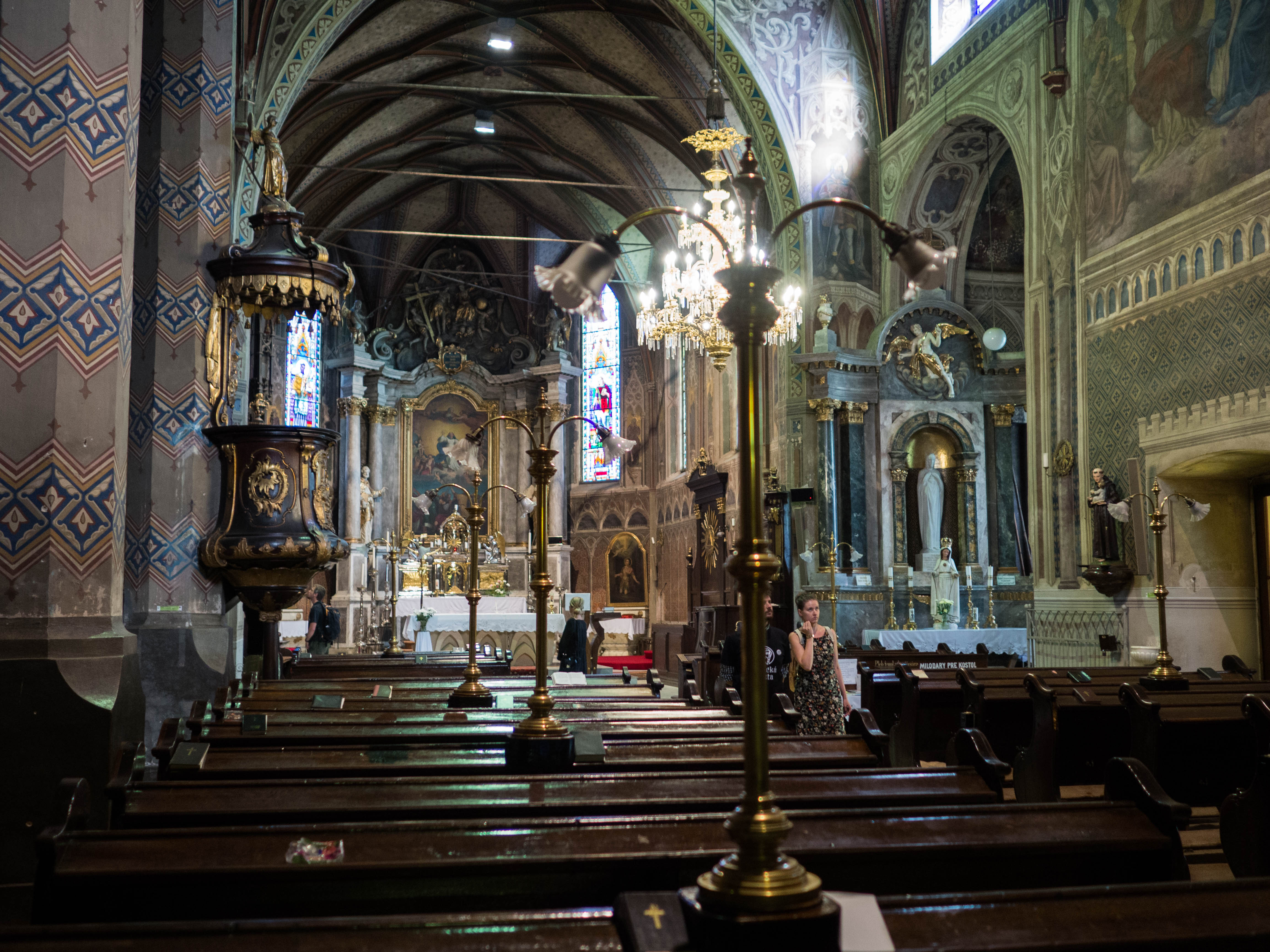
Innenansicht

Die Kathedrale Mariä Himmelfahrt (slowakisch Katedrála Nanebovzatia Panny Márie) ist die Kathedralkirche des Bistums Rožňava in der ostslowakischen Mittelstadt Rožňava.
An der Stelle der heutigen Kathedrale entstand im Jahr 1304 eine Pfarrkirche. Diese wurde um 1500 spätgotisch umgebaut. Aus dieser Zeit ist ein Bildfenster der Bergmannspatronin Anna aus dem Jahr 1513 mit realistischer Darstellung der Erzförderung und -bearbeitung in der Umgebung der Stadt erhalten geblieben. Nach der Gründung des Bistums Rosenau wurde die Pfarrkirche 1776 zu dessen Kathedralkirche und man gestaltete die Kirche im spätbarocken Stil um (Kanzel und Hauptaltar, 1779). Die Wandgemälde, die das Marienleben darstellen, stammen aus dem 19. Jahrhundert.
Die Kirche war ursprünglich turmlos, erhielt aber 1779 einen alleinstehenden barock-klassizistischen Glockenturm.